# Хайлов, Николай Степанович
Николай Степанович Хайлов (декабрь 1901 или 1901, Суромна, Владимирская губерния — 1968, Винница) — государственный деятель СССР, сотрудник государственной безопасности СССР, министр внутренних дел Коми АССР. Полковник государственной безопасности.

## Биография
Родился в семье крестьянина-бедняка. Русский.
В марте 1920 — марте 1922 годов работал уполномоченным Коростеньской уездной транспортной ЧК (Юго-Западная железная дорога)
В 1922—1924 годах служил в РККА. С мая 1924 по январь продолжил работу сотрудником в отделении дорожно-транспортного отдела ГПУ Киева.
В 1925—1926 обучался в Школе транспортного отдела ОГПУ.
С 1926 по 1932 год— уполномоченный, старший уполномоченный контрразведывательного отдела дорожно-транспортного отдела ГПУ станции Коростень, Бобринская, Жмеринка на Юго-Западной железной дороге.
В 1932—1938 гг. возглавлял отделение дорожно-транспортного отдела ОГПУ — НКВД станции Попасная, Ворошиловград (Донецкая железная дорога). В 1938—1939 гг. на такой же должности на Казанской железной дороге.
В 1939 — марте 1941 года — заместитель начальника дорожно-транспортного отдела НКВД Сталинской железной дороги, позже до августа 1941 года работал начальником Днепропетровского городского отдела НКГБ.
С августа 1941 по сентябрь 1942 года был начальником дорожно-транспортного отдела НКВД Сталинской железной дороги. Затем назначен начальником дорожно-транспортного отдела НКВД Восточно-Сибирской железной дороги (до июня 1943).
С июня 1943 по октябрь 1947 года был заместителем начальника Управления НКГБ — МГБ по Иркутской области.
С 4 апреля 1948 по 29 апреля 1953 года — министр государственной безопасности Коми АССР.
С 29 апреля 1953 по 12 июня 1954 года — министр внутренних дел Коми АССР.
С 6 сентября 1954 по 18 мая 1955 года — председатель Комитета государственной безопасности при СМ Коми АССР
В апреле 1955 года уволен со службы по болезни.

## Звания
- 1936 — лейтенант государственной безопасности
- 1939 — старший лейтенант государственной безопасности
- 1941 — капитан государственной безопасности
- 1943 — подполковник
- 1945 — полковник.

## Награды
- Орден Красной Звезды (1943)
- Орден Красного Знамени (дважды 1944, 1950)
- Орден Ленина (1945)
- 2 медали СССР